# Rajd ELPA 1990
Rajd Elpa 1990 (15. Rally Elpa Halkidiki) – 15. edycja rajdu samochodowego Rajd Elpa rozgrywanego w Grecji. Rozgrywany był od 27 do 30 sierpnia 1990 roku. Była to trzydziesta druga runda Rajdowych Mistrzostw Europy w roku 1990 (rajd miał najwyższy współczynnik - 20) i piąta runda Rajdowych Mistrzostw Grecji. Składał się z 29 odcinków specjalnych.

## Klasyfikacja rajdu
| Miejsce                      | Kierowca                     | Pilot                        | Samochód                     | Czas                         | Strata                       |                              |
| Klasyfikacja generalna i ERC | Klasyfikacja generalna i ERC | Klasyfikacja generalna i ERC | Klasyfikacja generalna i ERC | Klasyfikacja generalna i ERC | Klasyfikacja generalna i ERC | Klasyfikacja generalna i ERC |
| ---------------------------- | ---------------------------- | ---------------------------- | ---------------------------- | ---------------------------- | ---------------------------- | ---------------------------- |
| 1.                           | Michele Rayneri              | Loris Roggia                 | Lancia Delta Integrale       | 3:43:33                      | 0.0                          |                              |
| 2.                           | Konstantinos Apostolou       | Dionissis Bellas             | Lancia Delta Integrale       | 3:50:48                      | +7:15                        |                              |
| 3.                           | Gakis Kalemtzakis            | Akilas Mavridis              | Ford Sierra RS Cosworth      | 3:52:32                      | +8:59                        |                              |
| 4.                           | Iskender Atakan              | Yusuf Avimelek               | Lancia Delta Integrale       | 3:54:04                      | +10:31                       |                              |
| 5.                           | Emre Yerlici                 | Can Okan                     | Lancia Delta Integrale       | 3:54:07                      | +10:34                       |                              |
| 6.                           | Sergey Alyasov               | Aleksandr Levitan            | Lada Samara 1500             | 3:55:56                      | +12:23                       |                              |
| 7.                           | Sotiris Kokkinis             | Ioánnis Halaris              | Toyota Celica GT-4 (ST165)   | 3:56:39                      | +13:06                       |                              |
| 8.                           | Stoyan Kolev                 | Boyko Ignatov                | Ford Sierra RS Cosworth 4x4  | 3:57:46                      | +14:13                       |                              |
| 9.                           | Pavlos Moschoutis            | Efthimios Sassalos           | Nissan Silvia                | 3:57:53                      | +14:20                       |                              |
| 10.                          | Notis Giagnissis             | Giorgos Kerantzakis          | Toyota Corolla AE86          | 4:05:26                      | +21:53                       |                              |